# Yeonnalligi
El yeonnalligi (coreano: 연날리기) es un juego tradicional popular coreano.  El juego consiste en remontar cometas rectangulares y por lo general se realiza esta actividad en la que participa toda la familia durante los días festivos de Seollal (año nuevo coreano). El juego simboliza la alegría y buenos deseos para el año nuevo que se inicia.
En la cometa, por lo general las personas que escriben las palabras "que se vaya la mala suerte, y venga la buena suerte", con la esperanza de que el año que comienza le sea favorable.
Las luchas entre las cometas, tratando de cortar el hilo de la cometa contrincante con el hilo de la cometa propia son también comunes. Para ello el truco consiste en hacer que los hilos se crucen en el aire, el hilo se refuerza con cola y trocitos de vidrio o cerámicas adosados para que sea abrasivo.
Existen registros de la historia de los juegos de cometa en Corea en la crónica Samguk Sagi (Crónica de los Tres Reinos), los más antiguos registros históricos de Corea que se remontan a 1145. En una nota escrita se indica que una estrella fugaz cayó en el año 647, primer año del reinado de la reina Chindok del Reino Shilla (57 a. C.-935).  La estrella fugaz fue considerada un mal augurio para la reina que en ese momento enfrentaba una revuelta. Kim Yu-Shin el general que lideraba la pelea contra los rebeldes, una noche remontó un gran barrilete encendido e hizo correr la voz de que la estrella había regresado al cielo. Este evento fue suficiente para convencer a los rebeldes de la necesidad de llegar a un acuerdo.